# Замок Эстенсе
Кастелло Эстенсе, или Замок Святого Михаила (итал. Castello Estense, Castello di San Michele) — основная резиденция средневековых и ренессансных правителей дома Эсте в Ферраре. Представляет собой массивное средневековое оборонительное сооружение, окружённое рвом; по углам располагаются четыре башни.

## История замка
3 мая 1385 года возмущённые жители Феррары, доведённые до отчаяния высокими налогами, а также наводнением, принесшим значительный ущерб городу, собрались у дворца Никколо II д’Эсте (ныне Палаццо Муниципале). Горожане требовали разъяснений у Томазо да Тортоне — высокопоставленного чиновника, старшего советника семьи д’Эсте, несшего ответственность в подобных ситуациях. Толпу пытался успокоить сам синьор Феррары — Никколо II д’Эсте, однако к вечеру стало ясно, что волнения только усиливаются, и в опасности теперь находилась стабильность власти династии в городе. Поэтому Томазо да Тортоне дали в последний раз исповедаться, а затем отдали его на растерзание толпе.
Это событие, закончившееся позже казнями всех лидеров восстания, убедило синьора Никколо д’Эсте, что его дворец не является лучшей защитой от народных волнений и не может гарантировать безопасность как здешней знати, так и самому синьору. Чтобы обезопасить свою власть в городе, Никколо приказывает архитектору Бартолино да Новара построить массивный замок на северной стороне Палаццо Муниципале. Для этой цели Бартолино использовал уже имевшуюся башню (Торре дей Леони), являвшуюся частью городской стены, в то время проходившей значительно южнее ныне существующей. Рядом со старой башней построили три новых и соединили их куртинами. Также между дворцом д’Эсте и новым замком был построен навесной мост, предположительно из дерева, чтобы люди, находящиеся в старом здании, могли беспрепятственно попасть в замок и обратно. 29 сентября 1385 г., в день закладки крепости, замок назвали в честь Святого Михаила.
С ростом населения стены, защищавшие город, были возведены в новом месте, и оборонительная функция замка перестала быть первостепенной. Замковые помещения активно обустраивались, всё больше внимания уделялось внутреннему интерьеру сооружения. С момента правления Эрколе I д’Эсте в великом множестве начали появляться записи об устройстве апартаментов, новых пристройках, а также о том, что жители замка всеми силами пытались расширить уже имевшиеся помещения. Столь важную работу, которая должна была во многом изменить облик Эстенсе, герцог Феррары Эрколе II д’Эсте доверил известному архитектору, художнику и декоратору Джироламо да Карпи. Итальянский архитектор успешно справился с поставленной задачей; именно он подарил замку абсолютно новый внешний вид, который сохранился до наших дней. Внутренний же интерьер замка в течение нескольких веков претерпевал изменения.

Маленький феррарский двор был первым и старейшим двором в Италии. Французские короли из своих походов в Ломбардию унесли тот пример, который давала им Феррара и из которого впоследствии выросли дворы Людовиков. Уже в конце XV века у д’Эсте были придворные поэты и художники, были придворные театры, были загородные замки; феррарский дворец Скифанойя уже предсказывал будущие «Сан-Суси». Здесь за триста лет был предвосхищен тип герцогской столицы, каких было так много в Германии в эпоху Просвещения. Феррара стала первым городом в Европе, существовавшим от двора и для двора. Здесь было стотысячное население, была промышленность, была торговля, но всё это лишь служило праздничной жизни д’Эсте. Герцоги строили дворцы, церкви, укрепления; они, что беспримерно в Италии, строили даже самый город, как впоследствии Людовики строили Версаль и как Пётр строил Петербург. Проведенные ими широкие улицы заставили Буркгардта назвать Феррару первым европейским городом в современном смысле этого слова.— Павел Муратов. «Образы Италии»
После того как династия Эсте перебралась в Модену, замок стал резиденцией папских легатов, которые управляли провинцией в качестве наместников (максимум на четыре года). В этот период замок почти никак не изменялся; самым значительным стало увеличение высоты равелина с северной стороны замка (в настоящее время на этом месте находится кафетерий).
В 1860 Феррара стала частью Королевства Италия. В 1874 г. замок Эстенсе, теперь уже являвшийся собственностью государства, был выкуплен за 70 000 лир префектурой провинции Феррара, которая впоследствии использовала это сооружение в качестве своей штаб-квартиры.
В течение многих лет в замке проводилось множество небольших реставрационных работ, особенно между 1910 и 1930 годами. Во время Второй мировой войны в связи с непрекращающимися бомбардировками замок был почти полностью разрушен. В 1946 была предпринята попытка отреставрировать замок, однако реконструировать удалось лишь часть его.
В 1999 г. по инициативе местных властей началась очередная реставрация замка (проект «Замок для города»). В 2002 г. президент Италии К.А. Чампи торжественно открыл здесь выставку «Триумф Вакха», а в 2004 г. Председатель Европейской комиссии Р. Проди — постоянную экспозицию «Эсте в Ферраре». В 2006 г. проект «Замок для города» был успешно завершён, в том числе отреставрирован и открыт для туристов личный кабинет Альфонсо I д’Эсте. Итальянский дизайнер Гае Ауленти создал так называемый «тур по замку». В 2007 г. было объявлено о том, что в замке разместится один из выставочных центров Государственного Эрмитажа.

## Внешний вид
Снаружи замок остался нетронутым со времён Джироламо да Карпи. Эстенсе окружён рвом, заполненным водой; имеет три подъёмных моста, которые служат в качестве проходов. Впереди крепостного рва располагаются кирпичные равелины. Также существовал четвёртый проход в замок, однако вскоре после того, как он был построен, на этом месте герцоги д’Эсте сделали пристройку для кухонь.
Обстановка нижнего яруса замка и сейчас более напоминает грубое защитное сооружение. Однако выше можно увидеть результат работы да Карпи – белокаменные балконы, которыми он заменил неуклюжие крепостные зубцы. Над балконами итальянский архитектор надстроил ещё один этаж, создав, таким образом, верхний ярус замка. Были модернизированы башни путём создания на них просторных изящных террас. Внутренний двор замка, сейчас довольно унылый, был расписан яркими фресками. В частности, на стенах можно было увидеть портреты владельцев замка (как реальных, так и вымышленных). С течением лет сохранился лишь один такой портрет, сильно повреждённый, однако до сих пор различимый. Его поместили в одну из галерей в восточной части двора.
Во дворе также были колодцы, снабжавшие жителей водой в засушливые времена; сохранились до наших дней каменные ядра, свидетельствующие о применении катапульт для обороны.

## Первый этаж

### Готические Залы
Готические Залы представляют собой серию из четырёх жилых просторных комнат с крестовыми, или готическими сводами потолков. Главная, самая первая комната, безусловно является самой роскошной. Рёбра свода украшают рисованные цветы. В центре комнаты представлен великолепный деревянный макет замка в ранние годы его существования. Комната принадлежала основателю замка, Никколо II д’Эсте (его портрет висит напротив входа в помещение). Остальные три принадлежали синьорам д’Эсте: Альберто, Никколо III, Леонелло и, наконец, Борсо — первому герцогу д’Эсте. Серия картин, имеющихся в этих залах, может рассказать о политической и культурной жизни того периода.

### Кухни
Восточный равелин замка был преобразован в пристройку, которая затем использовалась в качестве замковой кухни. Первая из двух комнат — узкая и длинная, использовалась как в военных, и в гражданских целях в разные периоды своего существования: напротив входа в комнату можно различить трубу от дымохода, между тем как изнутри вдоль стен видны замурованные бойницы, видимо, не нужные хозяевам и так и не нашедшие себе применения. Во второй комнате, более просторной и широкой, были полностью реконструированы пекарни того времени. На одной из стен можно увидеть портрет Кристофоро да Мессисбуго — самого известного «Скалько» семьи д’Эсте. «Скалько» — служащий при дворе, обязанностью которого являлось управлять всеми делами в замке: организовывать различные мероприятия, руководить кухнями и т. д. Без него жизнь в замке была бы полностью парализована.

### Темница
Проходя по узкому тёмному коридору, слева можно увидеть низкую неприметную дверь, за которой находится камера Дона Джулио. Этого молодого человека держали здесь много лет, и, возможно, пытали его. Джулио д’Эсте был родным братом герцога Альфонсо I д’Эсте.

### Торре дей Леони (Башня Львов)
По крайней мере в течение ста лет до 1385 года на месте, где позже был построен замок, находилась башня, защищавшая северную часть городских стен, а если быть точнее — стратегически важный проход в город, называвшийся «Воротами Льва». За ними располагался небольшой одноимённый городской квартал. Разветвлённая система каналов, несущая воды в реку По, также обеспечивала надёжную защиту городу. Феррара в то время быстро разрасталась вдоль реки, течение которой в этом месте отклонялось к востоку и формировало широкую дельту. Вода являлась главной защитой ближайших окрестностей и самого города. Незадолго до начала строительства замка та самая башня, располагавшаяся в северной части городской стены, приказом синьора Никколо II была перестроена. Возможно, что эта работа проводилась под наблюдением всё того же Бартолино да Новара, будущего архитектора и покровителя замка Эстенсе. Таким образом, высокая четырёхугольная башня, предназначенная для наблюдения за окрестностями, превратилась в небольшой форт с широким основанием, с более массивными стенами и бойницами на втором этаже. Она была оснащена по последнему слову военной техники того времени. Пандусы вдоль трёх стен крепости позволяли подвозить непосредственно к бойницам артиллерию, оружие и боеприпасы, причём для этого могли использоваться вьючные животные. В просторных помещениях на первом и втором этажах жила стража синьора, в то время как темница располагалась ниже в подземелье. Внешний вид башни был абсолютно одинаков со всех четырёх сторон.

## Второй этаж

### Приёмные покои
Приёмные покои замка состоят из нескольких комнат, украшенных фресками и панно.

### Лоджия и Апельсиновый сад
Апельсиновый сад по своим размерам и устройству является точной копией того сада, который был создан во время правления Альфонсо I д’Эсте, демонстрируя всю красоту и величие герцогского двора, недоступные для простолюдинов. Стена из висячих садов была реконструирована в соответствии с чертежами Джироламо да Карпи. Хорошо сохранившиеся архивы и документы того времени позволили в точности воссоздать все детали устройства сада, начиная от узких дорожек вдоль клумб с цветами (почву для которых снизу переносили на второй этаж) и заканчивая нововведениями XVIII века, когда сюда в горшках посадили цитрусовые деревья и зимой переносили их в Лоджию, служившую замковой оранжереей.

### Пассаж Вакха
Представляет собой небольшой коридор, в своё время полностью расписанный фресками. Лишь три из них сохранились до сегодняшнего дня. Запечатлённые в них сцены из пиршества в честь Вакха можно увидеть по правой стороне коридора.

### Герцогская часовня
Герцогская часовня — это небольшая комната, предназначенная для молитв в уединении, но не лишённая изящных геометрических линий и прочих изысков. Если верить легенде, по заказу жены герцога Рене Французской, питавшей особую симпатию к кальвинизму, часовня была декорирована в особенном стиле — без изображений святых. На стенах, отделанных драгоценным полихромным мрамором, не представлено ни одной росписи или мозаики с изображением святого. Однако свод часовни в соответствии со всеми иконографическими традициями декорирован фреской, изображающей на светло-голубом фоне четырёх евангелистов, распознать которых можно по четырём живым существам рядом: Святого Марка — по льву, Святого Луку — по быку, Святого Матфея — по ангелу и Святого Иоанна — по орлу.

### Зал Истоков
Главной особенностью Зала Истоков, расположенного в Башне Льва, является его роскошный, расписанный фресками потолок, представляющий четыре фазы дня: справа (от входа со стороны часовни) Утро, юная крылатая Богиня управляет лошадьми колесницы солнца. По часовой стрелке процессия следует далее, и наступает День; солнце в колеснице проходит зенит во всём своём блеске и славе, сопровождаемое идущей впереди Зарёй, держащей в обеих руках по факелу. Далее наступает Вечер, и колесница уносится прочь, к горизонту. Ночь, и появляется Диана с лунным диском у лба, стремящаяся вновь объединиться со своим возлюбленным Эндимионом. В центре свода изображён старик, олицетворяющий само Время, восседающий между тремя мойрами — богинями жизни и смерти. В нижней части фрески можно увидеть длинную процессию херувимов на колесницах, в которые запряжены всевозможные животные. Ещё одной особенностью этой комнаты являются огромные зеркала, установленные здесь во время последней реставрации итальянским дизайнером Гаэ Ауленти. По сохранившимся документам этот зал назывался в прошлом «зеркальной комнатой».